# (65739) 1993 SG13
(65739) 1993 SG13 là một tiểu hành tinh vành đai chính. Nó được phát hiện bởi Henri Debehogne và Eric Walter Elst ở Đài thiên văn La Silla ở Chile ngày 16 tháng 9 năm 1993.